# Bartholomaeus Pitiscus
Bartholomaeus Pitiscus, chiamato anche Barthélemy e  Bartholomeo (Grünberg, 24 agosto 1561 – Heidelberg, 2 luglio 1613), è stato un matematico, astronomo e teologo tedesco.

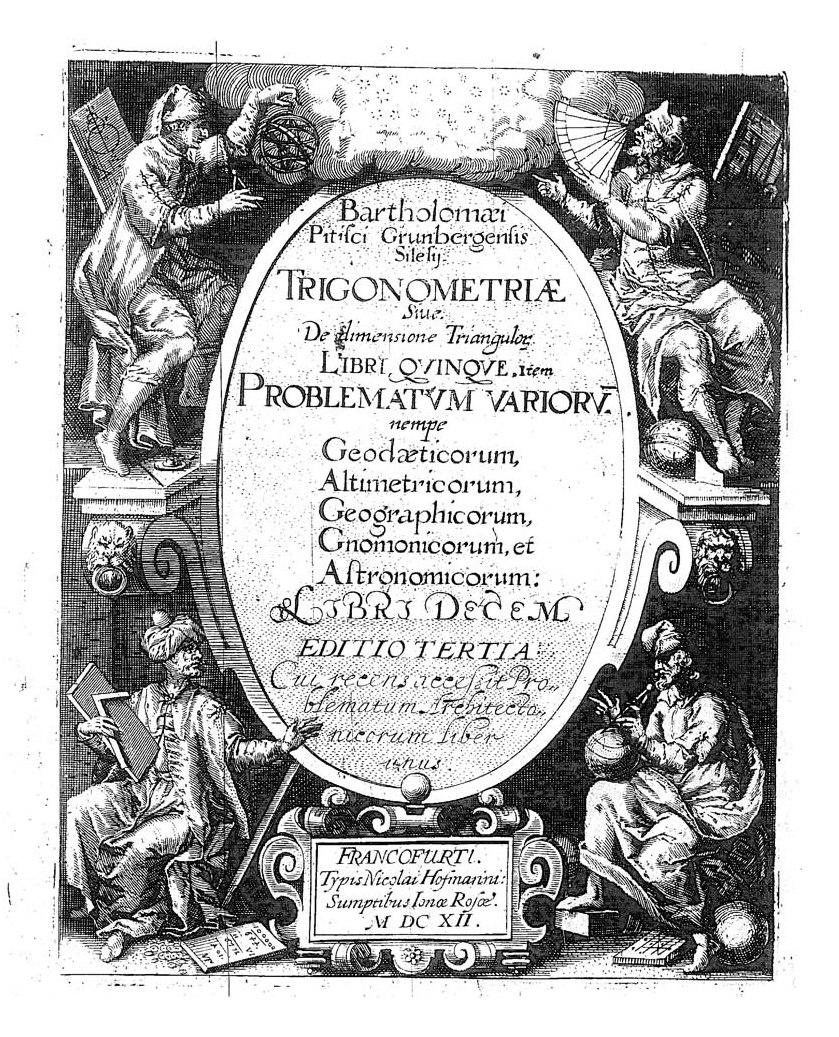
Trigonometriae, 1612

Studioso di trigonometria, fu il primo a usare questo termine.

## Biografia

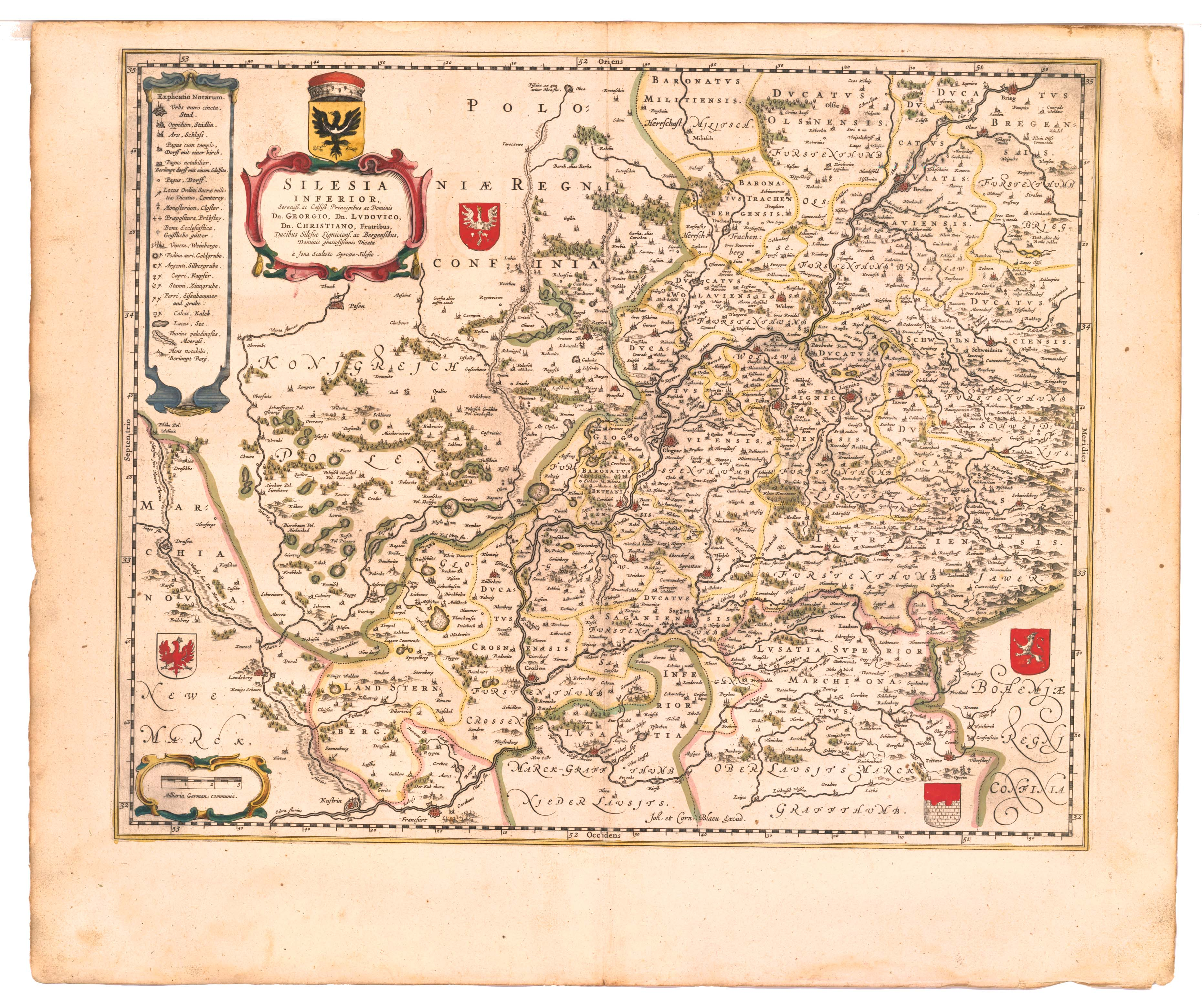
Città Natale di Pitiscus, in una stampa del 1645

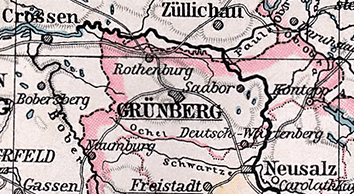
Grünberg in una mappa tedesca del 1905

Bartholomeo Pitiscus nacque da genitori poveri nel paese di Grünberg (oggi Zielona Góra, in Polonia) nella bassa Slesia, nel ducato di Glogau (Głogów, Polonia) governato dagli austriaci. Studiò teologia a Zerbst e all'Università di Heidelberg. Fu un appassionato calvinista e fu nominato istruttore di un ragazzo di 10 anni, Frederick IV, Elettore Palatino del Reno dallo zio calvinista di Federico, Giovanni Casimiro, poiché il padre di Frederick era morto nel 1583. Pitiscus fu successivamente nominato cappellano di corte a Breslavia (Wrocław) e precettore di corte presso Frederick. Pitiscus fu sostenitore delle iniziative di Frederick contro la Chiesa Cattolica Romana.
Pitiscus raggiunse la fama con una pubblicazione in latino dal titolo Trigonometria: sive de solutione triangulorum tractatus brevis et perspicuus (1595, prima edizione pubblicata a Heidelberg), opera che introdusse la parola "trigonometria" nelle lingue latina, inglese e francese. Il tomo è diviso in 5 libri sulla trigonometria piana e sferica. A Pitiscus viene inoltre attribuita l'introduzione del punto come simbolo di separazione tra interi e frazioni decimali, che appare nelle tavole trigonometriche e fu successivamente accettato da Nepero nelle sue tavole logaritmiche (1614 e 1619).
Pitiscus pubblicò Thesaurus mathematicus (1613) nel quale implementò le tavole trigonometriche di Giorgio Gioacchino Retico di cui corresse anche il Magnus Canon doctrinæ triangulorum.
Pitiscus morì ad Heidelberg.
Un cratere lunare è stato intitolato al suo nome. Lo studioso Samuel Pitiscus (Zutphen, 30 marzo 1637 – Utrecht, 1º febbraio 1727) era suo nipote.

## Opere
- (LA) Trigonometriae sive De dimensione triangulorum, Frankfurt am Main, Nikolaus Hoffmann (1.), 1612.